# 短序怀春檀
短序怀春檀（学名：Pausinystalia brachythyrsum），是喀麦隆特有及灭绝的一种植物。该物种仅有一具于1746年采集于喀麦隆西部Bipinde的模式标本，现时推测它们已经绝灭。